# Liste der Premierminister des Senegal
Dies ist eine Liste der Premierminister des Senegal.

## Liste der Amtsinhaber
| Nr.                                                        | Bild             | Name (Lebensdaten)                                                                   | Amtszeit           | Amtszeit          | Partei    |
| Nr.                                                        | Bild             | Name (Lebensdaten)                                                                   | Beginn             | Ende              | Partei    |
| ---------------------------------------------------------- | ---------------- | ------------------------------------------------------------------------------------ | ------------------ | ----------------- | --------- |
| 1                                                          |                  | Mamadou Dia (1910–2009)                                                              | 18. Mai 1960       | 18. Dezember 1962 | PS        |
| Amt abgeschafft vom 18. Dezember 1962 bis 26. Februar 1970 |                  |                                                                                      |                    |                   |           |
| 2                                                          |                  | Abdou Diouf (* 1935)                                                                 | 26. Februar 1970   | 31. Dezember 1980 | PS        |
| 3                                                          |                  | Habib Thiam (1933–2017)                                                              | 1. Januar 1981     | 3. April 1983     | PS        |
| −                                                          | Moustapha Niasse | Moustapha Niasse (kommissarisch) (* 1939)                                            | 3. April 1983      | 29. April 1983    | PS        |
| Amt abgeschafft vom 29. April 1983 bis 8. April 1991       |                  |                                                                                      |                    |                   |           |
| (3)                                                        |                  | Habib Thiam (1933–2017)                                                              | 8. April 1991      | 3. Juli 1998      | PS        |
| 4                                                          |                  | Mamadou Lamine Loum (* 1952)                                                         | 3. Juli 1998       | 5. April 2000     | PS        |
| 5                                                          |                  | Moustapha Niasse (* 1939)                                                            | 5. April 2000      | 3. März 2001      | AFP       |
| 6                                                          |                  | Mame Madior Boye (* 1940)                                                            | 3. März 2001       | 4. November 2002  | PDS       |
| 7                                                          |                  | Idrissa Seck (* 1959)                                                                | 4. November 2002   | 21. April 2004    | PDS       |
| 8                                                          |                  | Macky Sall (* 1961)                                                                  | 21. April 2004     | 19. Juni 2007     | PDS       |
| 9                                                          |                  | Cheikh Hadjibou Soumaré (* 1951)                                                     | 19. Juni 2007      | 30. April 2009    | parteilos |
| 10                                                         |                  | Souleymane Ndéné Ndiaye (* 1958)                                                     | 30. April 2009     | 5. April 2012     | PDS       |
| 11                                                         |                  | Abdoul Mbaye (* 1953)                                                                | 5. April 2012      | 1. September 2013 | parteilos |
| 12                                                         |                  | Aminata Touré (* 1962) Kabinett Touré                                                | 1. September 2013  | 8. Juli 2014      | APR       |
| 13                                                         |                  | Mahammed Dionne (1959–2024) Kabinett Dionne I Kabinett Dionne II Kabinett Dionne III | 6. Juli 2014       | 14. Mai 2019      | parteilos |
| Amt abgeschafft vom 14. Mai 2019 bis 17. September 2022    |                  |                                                                                      |                    |                   |           |
| 14                                                         |                  | Amadou Ba (* 1961) Kabinett Ba I Kabinett Ba II                                      | 17. September 2022 | 6. März 2024      | APR       |
| 15                                                         |                  | Sidiki Kaba (* 1950) Kabinett Kaba                                                   | 6. März 2024       | 3. April 2024     | APR       |
| 16                                                         |                  | Ousmane Sonko (* 1974) Kabinett Sonko                                                | 3. April 2024      | amtierend         | PASTEF    |